# Breboja
Breboja, ukrajinsky Бребоя, rusínsky Бертелек, maďarsky Bértelek, je osada obce Bohdan, v bohdanské vesnické komunitě (hromadě), v okrese Rachov, v Zakarpatské oblasti na Ukrajině. V roce 2025 zde žilo 929 obyvatel.